# Круна Арагона
Круна Арагона (кат. Corona d’Aragó; шп. Corona de Aragón) је настала уједињењем Краљевства Арагона и Грофовије Барселоне. Пошто арагонски краљ није имао синова, његова кћерка Петронила од Арагона удала се за грофа од Барселоне, Рамона Беренгера. Син Петрониле и Рамона, Алфонсо II, преузео је 1162. године као гроф Алфонсо I власт у Каталонији и после абдикације његове мајке, 1164, краљевску круну Арагона. Новонастала заједница обухватала је Арагон и Каталонију, а касније се проширила и на велики део Средоземља.
Пере II од Арагона је владао од 1196. до 1213. године. Ђауме I од Арагона (1213-1276) издао је устав и решио да подели земљу својим синовима, али они нису могли да се усагласе.
Најстарији син, Пере III од Арагона, освојио је 1282. Сицилију, али овај поход се развио у рат са Француском. Ово је довело до несугласица и размирица због финансијских проблема због чега се морао да се уведе порез, али убрзо, 1283, су људи захтевали стару слободу. Они су изнудили од краља посебне привилегије за Сарагосу. 1285. Петров старији син, Алфонсо III од Арагона, је послао свог стрица Ђаумеа II од Арагона на Мајорку и започео рат са Кастиљом и Француском који је дуго трајао. Алфонса је наследио Хајме II од Арагона 1291-1327) који је чврсто ујединио шпанско царство.
Наследника Ђаумеа II, Алфонсо IV (1327-1336), се борио против Ђеновљана и заједно са Алфонсом XI од Кастиље водио успешне борбе против Мавара. Педро IV (1336-1387) је окончао рат са Ђеновом који је веома нашкодио трговцима Арагона. Он је поново ујединио Мајорку (1344) са Арагоном, али је зато делимично изгубио Сардинију. Године 1348. се борио код Епила и освојио ново утврђење.
Његов син, Хуан I (1387-1396) је изгубио целу Сардинију. Након смрти Хуана и његовог брата Мартина I (1396-1410), многи су се борили за власт, али је за краља изабран Фернандо I од Кастиље (1412-1416), Хуанов нећак.
После Фернанда на власт је дошао његов син Алфонсо V (1416-1458) који је управу препустио супрузи Марији од Кастиље и свом брату Хуану док је он водио ратове. Арагону је прикључио Сицилију и Напуљ.
Шпанско царство заједно са Сардинијом и Сицилијом наследио је Хуан II (1458-1479), који је по својој жени, Бланки, био и краљ Наваре. Он је умро 1479. године.
Од посебног значаја је уставна историја Арагона, када се покренуло питање образовања грађанства. Већ 1118. године грађани Сарагосе добили су многа права.
Градови Арагона и Кастиље увек су се трудили да очувају своје привилегије и слободу. Влада Арагона, коју су чинили заступници више и ниже класе, одлучивала је о рату и слободи, савезима и нагодбама, порезима, новцу, новим и старим законима, пресудама суда.

## Католички краљеви и уједињење Кастиље
Хуана II наследио је син Фернандо II који се 1469. оженио Изабелом од Кастиље и тако поставио темеље уједињењу хиспанских краљевина у будућу краљевину Шпанију.

## Владари Круне Арагона
| Династија                         | Арагон | Каталонија | Валенсија | Мајорка | Сардинија                                                                                 | Сицилија                                                                                  | Напуљ                                                                                     |                                                                                           |
| --------------------------------- | --- | --- | --- | --- | ----------------------------------------------------------------------------------------- | ----------------------------------------------------------------------------------------- | ----------------------------------------------------------------------------------------- | ----------------------------------------------------------------------------------------- |
| Барселонска династија             | Рамон Беренгер IV и Петронила од Арагона (1137-1164)                                                                                                | Рамон Беренгер IV и Петронила од Арагона (1137-1164)                                                                                                | | |                                                                                           |                                                                                           |                                                                                           |                                                                                           |
| Барселонска династија             | Алфонсо Честити или Трубадур (1164-96) | | | |                                                                                           |                                                                                           |                                                                                           |                                                                                           |
| Барселонска династија             | Пере Католички (1196-1213) | | | |                                                                                           |                                                                                           |                                                                                           |                                                                                           |
| Барселонска династија             | Ђауме Освајач (1213-76) | | | |                                                                                           |                                                                                           |                                                                                           |                                                                                           |
| Барселонска династија             | Пере Велики (1276-85) | Пере Велики (1276-85) | Пере Велики (1276-85) | Ђауме II од Мајорке (1276-1285) |                                                                                           |                                                                                           |                                                                                           |                                                                                           |
| Барселонска династија             | Алфонс III (или Либерални) (1285-91) | Алфонс III (или Либерални) (1285-91) | Алфонс III (или Либерални) (1285-91) | Алфонс III (или Либерални) (1285-91) | Алфонс III (или Либерални) (1285-91)                                                      | Ђауме Праведни (1243-1311)                                                                |                                                                                           |                                                                                           |
| Барселонска династија             | Ђауме Праведни (1285-1327) | Ђауме Праведни (1285-1327) | Ђауме Праведни (1285-1327) | (1285-1295) |                                                                                           |                                                                                           |                                                                                           |                                                                                           |
| Барселонска династија             | Ђауме Праведни (1285-1327) | Ђауме Праведни (1285-1327) | Ђауме Праведни (1285-1327) | Ђауме II од Мајорке (1295-1311) | Федерико III од Сицилије (1296-1336)                                                      |                                                                                           |                                                                                           |                                                                                           |
| Барселонска династија             | Ђауме Праведни (1285-1327) | Ђауме Праведни (1285-1327) | Ђауме Праведни (1285-1327) | Санчо I од Мајорке (1311-1324) | Федерико III од Сицилије (1296-1336)                                                      |                                                                                           |                                                                                           |                                                                                           |
| Барселонска династија             | Алфонс Доброћудни (1327-36) | Алфонс Доброћудни (1327-36) | Алфонс Доброћудни (1327-36) | Ђауме III од Мајорке (1295-1311) | Федерико III од Сицилије (1296-1336)                                                      |                                                                                           |                                                                                           |                                                                                           |
| Барселонска династија             | Пере Свечани (1336-87) | Пере Свечани (1336-87) | Пере Свечани (1336-87) | Пере Свечани (1336-87) | Пере Свечани (1336-87)                                                                    | Педро II од Сицилије (1337-1342)                                                          |                                                                                           |                                                                                           |
| Барселонска династија             | Пере Свечани (1336-87) | Пере Свечани (1336-87) | Пере Свечани (1336-87) | Пере Свечани (1336-87) | Пере Свечани (1336-87)                                                                    | Луис од Сицилије (1355-1377)                                                              |                                                                                           |                                                                                           |
| Барселонска династија             | Пере Свечани (1336-87) | Пере Свечани (1336-87) | Пере Свечани (1336-87) | Пере Свечани (1336-87) | Пере Свечани (1336-87)                                                                    | Марија од Сицилије (1377–1401)                                                            |                                                                                           |                                                                                           |
| Барселонска династија             | Ђоан Ловац (1387-96) | | | |                                                                                           |                                                                                           |                                                                                           |                                                                                           |
| Барселонска династија             | Мартин Млади (1395-1409) | | | |                                                                                           |                                                                                           |                                                                                           |                                                                                           |
| Барселонска династија             | Мартин Хуманиста (1396-1410) | | | |                                                                                           |                                                                                           |                                                                                           |                                                                                           |
| Међувладавина - Споразум из Каспе | | | | |                                                                                           |                                                                                           |                                                                                           |                                                                                           |
| Династија Трастамара              | Фернандо од Антекере (1412-1416) | Фернандо од Антекере (1412-1416) | Фернандо од Антекере (1412-1416) | Фернандо од Антекере (1412-1416) | Фернандо од Антекере (1412-1416)                                                          | Фернандо од Антекере (1412-1416)                                                          |                                                                                           |                                                                                           |
| Династија Трастамара              | Алфонсо Великодушни (1416-1458) | | | |                                                                                           |                                                                                           |                                                                                           |                                                                                           |
| Династија Трастамара              | Хуан II од Арагона (1458 - 1479) | Хуан II од Арагона (1458 - 1479) | Хуан II од Арагона (1458 - 1479) | Хуан II од Арагона (1458 - 1479) | Хуан II од Арагона (1458 - 1479)                                                          | Хуан II од Арагона (1458 - 1479)                                                          | Фернандо I од Напуља (1458-1494)                                                          |                                                                                           |
| Династија Трастамара              | Фернандо Католички (1479-1516) | | | |                                                                                           |                                                                                           | Фернандо I од Напуља (1458-1494)                                                          |                                                                                           |
| Династија Трастамара              | Фернандо II од Напуља, или Фернандито (1495-1496)                                                                                                   | | | |                                                                                           |                                                                                           |                                                                                           |                                                                                           |
| Династија Трастамара              | Федерико IV од Напуља (1496-1501) | | | |                                                                                           |                                                                                           |                                                                                           |                                                                                           |
| Династија Трастамара              | | | | |                                                                                           |                                                                                           |                                                                                           |                                                                                           |
| Династија Трастамара              | (1504–1516) | | | |                                                                                           |                                                                                           |                                                                                           |                                                                                           |
| Хабзбурговци                      | Карло I од Арагона (1516-1556) | Карло I од Арагона (1516-1556) | Карло I од Арагона (1516-1556) | Карло I од Арагона (1516-1556) | Карло I од Арагона (1516-1556)                                                            | Карло I од Арагона (1516-1556)                                                            | Карло I од Арагона (1516-1556)                                                            |                                                                                           |
| Хабзбурговци                      | Филип I од Арагона (1556-1598) | | | |                                                                                           |                                                                                           |                                                                                           |                                                                                           |
| Хабзбурговци                      | Филип II од Арагона (1598-1621) | | | |                                                                                           |                                                                                           |                                                                                           |                                                                                           |
| Хабзбурговци                      | Филип III од Арагона (1621-1665) | | | |                                                                                           |                                                                                           |                                                                                           |                                                                                           |
| Хабзбурговци                      | Карло II од Арагона (1665-1700) | | | |                                                                                           |                                                                                           |                                                                                           |                                                                                           |
| Круна Арагона нестаје             | Рат за шпанско наслеђе између Филипа Анжувинца и Надвојводе Карла од Аустрије (1702-1715)                                                           | Рат за шпанско наслеђе између Филипа Анжувинца и Надвојводе Карла од Аустрије (1702-1715)                                                           | Рат за шпанско наслеђе између Филипа Анжувинца и Надвојводе Карла од Аустрије (1702-1715)                                                           | Рат за шпанско наслеђе између Филипа Анжувинца и Надвојводе Карла од Аустрије (1702-1715)                                                           | Рат за шпанско наслеђе између Филипа Анжувинца и Надвојводе Карла од Аустрије (1702-1715) | Рат за шпанско наслеђе између Филипа Анжувинца и Надвојводе Карла од Аустрије (1702-1715) | Рат за шпанско наслеђе између Филипа Анжувинца и Надвојводе Карла од Аустрије (1702-1715) |                                                                                           |
| Круна Арагона нестаје             | Филип IV од Арагона (1700-1746). Територије Круне Арагона губе своје законе (фуеросе) и повластице Декретом Нуева Планта и уводе се закони Кастиље. | Филип IV од Арагона (1700-1746). Територије Круне Арагона губе своје законе (фуеросе) и повластице Декретом Нуева Планта и уводе се закони Кастиље. | Филип IV од Арагона (1700-1746). Територије Круне Арагона губе своје законе (фуеросе) и повластице Декретом Нуева Планта и уводе се закони Кастиље. | Филип IV од Арагона (1700-1746). Територије Круне Арагона губе своје законе (фуеросе) и повластице Декретом Нуева Планта и уводе се закони Кастиље. | Надвојвода Карло од Аустрије (на Сардинији до 1720, Сицилији до 1734, и у Напуљу до 1735) | Надвојвода Карло од Аустрије (на Сардинији до 1720, Сицилији до 1734, и у Напуљу до 1735) | Надвојвода Карло од Аустрије (на Сардинији до 1720, Сицилији до 1734, и у Напуљу до 1735) | Надвојвода Карло од Аустрије (на Сардинији до 1720, Сицилији до 1734, и у Напуљу до 1735) |

| Списак хришћанских краљевина на Пиринејском полуострву од Реконкисте до данас |                    |                    |                |                   |                  |                  |                     |                     |                   |
| Португалија                                                                   | Шпанија            | Шпанија            | Шпанија        | Шпанија           | Шпанија          | Шпанија          | Шпанија             | Шпанија             | Шпанија           |
| Португалија                                                                   | Круна Кастиље      | Круна Кастиље      | Круна Кастиље  | Круна Кастиље     | Краљевина Навара | Круна Арагона    | Круна Арагона       | Круна Арагона       | Круна Арагона     |
| Португалија                                                                   | Краљевина Галиција | Краљевина Астурија | Краљевина Леон | Краљевина Кастиља | Краљевина Навара | Краљевина Арагон | Грофовија Барселона | Краљевина Валенсија | Краљевина Мајорка |